# Eccellenza Lombardia 2006-2007
Il campionato italiano di calcio di Eccellenza regionale 2006-2007 è stato il sedicesimo organizzato in Italia. Rappresenta il sesto livello del calcio italiano.
Questi sono i gironi organizzati dal comitato regionale della regione Lombardia.

## Girone A

### Squadre partecipanti
| Club                     | Città                        |
| ------------------------ | ---------------------------- |
| U.S. Brembio Vis Nova    | Brembio (LO)                 |
| A.S.D. Caronnese         | Caronno Pertusella (VA)      |
| U.S. Corsico 1908        | Corsico (MI)                 |
| U.S. Crescenzago         | Milano                       |
| A.S. F.B.C. Saronno 1910 | Saronno (VA)                 |
| A.C. Fulgor Cardano      | Cardano al Campo (VA)        |
| S.G. Gallaratese         | Gallarate (VA)               |
| U.P. Gavirate Calcio     | Gavirate (VA)                |
| U.S. Inveruno            | Inveruno (MI)                |
| F.C. Luino               | Luino (VA)                   |
| A.C. Magenta             | Magenta (MI)                 |
| Rozzano Calcio           | Rozzano (MI)                 |
| A.S. Sancolombano Calcio | San Colombano al Lambro (MI) |
| U.S. Sestese Calcio      | Sesto Calende (VA)           |
| F.C. Venegono            | Venegono (VA)                |
| F.C. Verbano Calcio      | Besozzo (VA)                 |
| Vigevano Calcio          | Vigevano (PV)                |
| Pol. Villanterio         | Villanterio (PV)             |

### Classifica finale
|  | Pos. | Squadra       | Pt | G  | V  | N  | P  | GF | GS  | DR  |
|  | ---- | ------------- | -- | -- | -- | -- | -- | -- | --- | --- |
|  | 1.   | Sestese       | 78 | 34 | 24 | 6  | 4  | 69 | 29  | +40 |
|  | 2.   | Sancolombano  | 65 | 34 | 18 | 11 | 5  | 56 | 26  | +30 |
|  | 3.   | Saronno       | 64 | 34 | 19 | 7  | 8  | 63 | 48  | +15 |
|  | 4.   | Brembio       | 63 | 34 | 19 | 6  | 9  | 66 | 40  | +26 |
|  | 5.   | Corsico       | 63 | 34 | 18 | 9  | 7  | 64 | 45  | +19 |
|  | 6.   | Gallaratese   | 63 | 34 | 18 | 9  | 7  | 51 | 28  | +23 |
|  | 7.   | Vigevano      | 61 | 34 | 18 | 7  | 9  | 61 | 35  | +26 |
|  | 8.   | Caronnese     | 48 | 34 | 12 | 12 | 10 | 54 | 51  | +3  |
|  | 9.   | Inveruno      | 48 | 34 | 13 | 9  | 12 | 48 | 49  | -1  |
|  | 10.  | Magenta       | 45 | 34 | 11 | 12 | 11 | 50 | 43  | +7  |
|  | 11.  | Verbano       | 45 | 34 | 12 | 9  | 13 | 46 | 46  | 0   |
|  | 12.  | Gavirate      | 39 | 34 | 9  | 12 | 13 | 41 | 45  | -4  |
|  | 13.  | Luino         | 31 | 34 | 7  | 10 | 17 | 36 | 59  | -23 |
|  | 14.  | Rozzano       | 31 | 34 | 8  | 7  | 19 | 40 | 65  | -25 |
|  | 15.  | Fulgorcardano | 30 | 34 | 5  | 15 | 14 | 48 | 59  | -11 |
|  | 16.  | Villanterio   | 26 | 34 | 4  | 14 | 16 | 38 | 53  | -15 |
|  | 17.  | Venegono      | 19 | 34 | 3  | 10 | 21 | 23 | 67  | -44 |
|  | 18.  | Crescenzago   | 14 | 34 | 3  | 5  | 26 | 34 | 100 | -66 |

### Spareggio 5º posto
| Squadra 1   | Risultato | Squadra 2 |
| ----------- | --------- | --------- |
| Gallaratese | 0 - 2     | Corsico   |

| 2 maggio 2007 | Gallaratese | 0 – 2 | Corsico |  |

### Play-off

#### Semifinali
| Squadra 1    | Risultato | Squadra 2 |
| ------------ | --------- | --------- |
| Saronno      | 0 - 1     | Brembio   |
| Sancolombano | 1 - 3     | Corsico   |

| ??? 2007 | Saronno | 0 – 1 | Brembio |  |

| ??? 2007 | Sancolombano | 1 – 3 | Corsico |  |

#### Finale
| Squadra 1 | Risultato | Squadra 2 |
| --------- | --------- | --------- |
| Corsico   | 2 - 1     | Brembio   |

| 12 maggio 2007                                                  | Corsico   | 2 – 1     | Brembio |  |
| \| \| \| \| \| Chiaia 35’ Lupi 44’ \| Marcatori \| 43’ Tassi \| |           |           |         |  |
|                                                                 |           |           |         |  |
| Chiaia 35’ Lupi 44’                                             | Marcatori | 43’ Tassi |         |  |

### Play-out
| Squadra 1     | Totale | Squadra 2 | Andata | Ritorno |
| ------------- | ------ | --------- | ------ | ------- |
| Fulgorcardano | 1 - 4  | Rozzano   | 0 - 1  | 1 - 3   |
| Villanterio   | 2 - 3  | Luino     | 1 - 2  | 1 - 1   |

#### Andata
| ??? 2007 | Fulgorcardano | 0 – 1 | Rozzano |  |

| ??? 2007 | Villanterio | 1 – 2 | Luino |  |

#### Ritorno
| ??? 2007 | Rozzano | 3 – 1 | Fulgorcardano |  |

| ??? 2007 | Luino | 1 – 1 | Villanterio |  |

## Girone B

### Squadre partecipanti
| Club                      | Città                  |
| ------------------------- | ---------------------- |
| A.C. BaSe 96              | Seveso (MI)            |
| A.C. Cantù G.S. San Paolo | Cantù (CO)             |
| U.S. Caratese             | Carate Brianza (MI)    |
| A.S.D. Cinisellese        | Cinisello Balsamo (MI) |
| A.S.D. Città di Meda 1913 | Meda (MI)              |
| U.S. Folgore Verano       | Verano Brianza (MI)    |
| A.S. Galbiatese           | Galbiate (LC)          |
| F.C. Isola                | Chignolo d'Isola (BG)  |
| U.S. Mapello Calcio       | Mapello (BG)           |
| U.S. Mariano Calcio       | Mariano Comense (CO)   |
| A.S. Nibionno             | Nibionno (LC)          |
| A.S. Oggiono Calcio       | Oggiono (LC)           |
| U.S. Ponte San Pietro     | Ponte San Pietro (BG)  |
| S.C. Pontirolese          | Pontirolo Nuovo (BG)   |
| S.S. Pro Lissone          | Lissone (MI)           |
| Sondrio Calcio            | Sondrio                |
| F.C. Usmate               | Usmate Velate (MI)     |
| A.C. Voluntas Osio Sotto  | Osio di Sotto (BG)     |

### Classifica finale
|  | Pos. | Squadra          | Pt | G  | V  | N  | P  | GF | GS | DR  |
|  | ---- | ---------------- | -- | -- | -- | -- | -- | -- | -- | --- |
|  | 1.   | Caratese         | 69 | 34 | 21 | 6  | 7  | 50 | 24 | +26 |
|  | 2.   | Cantù San Paolo  | 65 | 34 | 19 | 8  | 7  | 51 | 26 | +25 |
|  | 3.   | BaSe 96          | 63 | 34 | 18 | 9  | 7  | 52 | 35 | +17 |
|  | 4.   | Cinisellese      | 61 | 34 | 17 | 10 | 7  | 58 | 42 | +16 |
|  | 5.   | Voluntas Osio    | 61 | 34 | 17 | 10 | 7  | 51 | 38 | +13 |
|  | 6.   | Isola            | 58 | 34 | 15 | 13 | 6  | 47 | 31 | +16 |
|  | 7.   | Usmate           | 49 | 34 | 13 | 10 | 11 | 42 | 34 | +8  |
|  | 8.   | Ponte San Pietro | 48 | 34 | 12 | 12 | 10 | 42 | 35 | +7  |
|  | 9.   | Mapello          | 44 | 34 | 9  | 17 | 8  | 39 | 37 | +2  |
|  | 10.  | Folgore Verano   | 43 | 34 | 9  | 16 | 9  | 47 | 39 | +8  |
|  | 11.  | Pro Lissone      | 43 | 34 | 12 | 7  | 15 | 38 | 48 | -10 |
|  | 12.  | Pontirolese      | 42 | 34 | 10 | 12 | 12 | 36 | 39 | -3  |
|  | 13.  | Mariano          | 40 | 34 | 10 | 10 | 14 | 42 | 45 | -3  |
|  | 14.  | Sondrio          | 38 | 34 | 12 | 2  | 20 | 28 | 39 | -11 |
|  | 15.  | Città di Meda    | 32 | 34 | 7  | 11 | 16 | 32 | 41 | -9  |
|  | 16.  | Galbiatese       | 28 | 34 | 7  | 7  | 20 | 23 | 46 | -23 |
|  | 17.  | Nibionno         | 23 | 34 | 4  | 11 | 19 | 24 | 64 | -40 |
|  | 18.  | Oggiono          | 22 | 34 | 5  | 7  | 22 | 30 | 69 | -39 |

### Play-off

#### Semifinali
| Squadra 1       | Risultato   | Squadra 2           |
| --------------- | ----------- | ------------------- |
| Base 96         | 2 - 1       | Voluntas Osio Sotto |
| Cantù San Paolo | 2 - 2 (dts) | Cinisellese         |

| ??? 2007 | Base 96 | 2 – 1 | Voluntas Osio Sotto |  |

| ??? 2007 | Cantù San Paolo | 2 – 2 (d.t.s.) | Cinisellese |  |

#### Finale
| Squadra 1 | Risultato | Squadra 2       |
| --------- | --------- | --------------- |
| Base 96   | 2 - 1     | Cantù San Paolo |

| 12 maggio 2007                                                                | Base 96   | 2 – 1             | Cantù San Paolo |  |
| \| \| \| \| \| Rossi 14’ De Ambroggi 89’ \| Marcatori \| 63’ (rig.) Pelosi \| |           |                   |                 |  |
|                                                                               |           |                   |                 |  |
| Rossi 14’ De Ambroggi 89’                                                     | Marcatori | 63’ (rig.) Pelosi |                 |  |

### Play-out
| Squadra 1 | Totale | Squadra 2 | Andata | Ritorno |
| --------- | ------ | --------- | ------ | ------- |
| Meda      | 0 - 1  | Sondrio   | 0 - 1  | 0 - 0   |

#### Andata
| ??? 2007 | Meda | 0 – 1 | Sondrio |  |

#### Ritorno
| ??? 2007 | Sondrio | 0 – 0 | Meda |  |

## Girone C

### Squadre partecipanti
| Club                         | Città                           |
| ---------------------------- | ------------------------------- |
| Ardens Cene                  | Cene (BG)                       |
| U.S. Bedizzolese             | Bedizzole (BS)                  |
| A.S.D. BG San Paolo Calcio   | Albano Sant'Alessandro (BG)     |
| U.S. Caravaggio              | Caravaggio (BG)                 |
| U.C. Castelcovati            | Castelcovati (BS)               |
| F.C. Castiglione S.S.D.      | Castiglione delle Stiviere (MN) |
| A.C. Chiari                  | Chiari (BS)                     |
| Pol. Comunale Ghisalbese     | Ghisalba (BG)                   |
| A.C. Feralpi Lonato          | Lonato (BS)                     |
| U.S. Gandinese               | Gandino (BG)                    |
| A.C. Nuova Marmirolo         | Marmirolo (MN)                  |
| Nuova Verolese Calcio        | Verolanuova (BS)                |
| G.S. Nuvolera                | Nuvolera (BS)                   |
| U.S. Orsa Corte Franca       | Corte Franca (BS)               |
| S.S. Serenissima             | Roncoferraro (MN)               |
| U.S. Sirmionese              | Sirmione (BS)                   |
| Suzzara Calcio 2000          | Suzzara (MN)                    |
| Circolo Sportivo Trevigliese | Treviglio (BG)                  |

### Classifica finale
|  | Pos. | Squadra           | Pt | G  | V  | N  | P  | GF | GS | DR  |
|  | ---- | ----------------- | -- | -- | -- | -- | -- | -- | -- | --- |
|  | 1.   | Feralpi Lonato    | 69 | 34 | 20 | 9  | 5  | 51 | 37 | +14 |
|  | 2.   | Trevigliese       | 65 | 34 | 19 | 8  | 7  | 51 | 25 | +26 |
|  | 3.   | Suzzara           | 62 | 34 | 17 | 11 | 6  | 49 | 32 | +17 |
|  | 4.   | Caravaggio        | 61 | 34 | 18 | 7  | 9  | 57 | 34 | +23 |
|  | 5.   | Chiari            | 61 | 34 | 18 | 7  | 9  | 58 | 37 | +21 |
|  | 6.   | Ardens Cene       | 59 | 34 | 16 | 11 | 7  | 55 | 33 | +22 |
|  | 7.   | Nuova Verolese    | 53 | 34 | 15 | 8  | 11 | 46 | 36 | +10 |
|  | 8.   | Castelcovati      | 52 | 34 | 14 | 10 | 10 | 52 | 43 | +9  |
|  | 9.   | Orsa Corte Franca | 48 | 34 | 14 | 6  | 14 | 45 | 53 | -8  |
|  | 10.  | Ghisalbese        | 46 | 34 | 11 | 13 | 10 | 45 | 43 | +2  |
|  | 11.  | Castiglione       | 45 | 34 | 10 | 15 | 9  | 42 | 40 | +2  |
|  | 12.  | Gandinese         | 45 | 34 | 12 | 9  | 13 | 43 | 42 | +1  |
|  | 13.  | Nuova Marmirolo   | 39 | 34 | 10 | 9  | 15 | 37 | 40 | -3  |
|  | 14.  | Sirmionese        | 34 | 34 | 7  | 13 | 14 | 37 | 49 | -12 |
|  | 15.  | BG San Paolo      | 32 | 34 | 8  | 8  | 18 | 28 | 38 | -10 |
|  | 16.  | Bedizzolese       | 29 | 34 | 7  | 8  | 19 | 33 | 51 | -18 |
|  | 17.  | Nuvolera          | 29 | 34 | 7  | 8  | 19 | 26 | 54 | -28 |
|  | 18.  | Serenissima       | 7  | 34 | 1  | 4  | 29 | 19 | 87 | -68 |

### Play-off

#### Semifinali
| Squadra 1   | Risultato | Squadra 2  |
| ----------- | --------- | ---------- |
| Suzzara     | 2 - 0     | Caravaggio |
| Trevigliese | 3 - 2     | Chiari     |

| ??? 2007 | Suzzara | 2 – 0 | Caravaggio |  |

| ??? 2007 | Trevigliese | 3 – 2 | Chiari |  |

#### Finale
| Squadra 1   | Risultato   | Squadra 2 |
| ----------- | ----------- | --------- |
| Trevigliese | 4 - 2 (dts) | Suzzara   |

| 12 maggio 2007                                                                                            | Trevigliese | 4 – 2 (d.t.s.)          | Suzzara |  |
| \| \| \| \| \| Santinelli 17’ Vaccari 75’ Zaghen 91’ Panno 93’ \| Marcatori \| 20’ Moreschi 24’ Ishola \| |             |                         |         |  |
| |             |                         |         |  |
| Santinelli 17’ Vaccari 75’ Zaghen 91’ Panno 93’                                                           | Marcatori   | 20’ Moreschi 24’ Ishola |         |  |

### Play-out
| Squadra 1    | Totale | Squadra 2  | Andata | Ritorno |
| ------------ | ------ | ---------- | ------ | ------- |
| BG San Paolo | 1 - 1  | Sirmionese | 1 - 0  | 0 - 1   |

#### Andata
| ??? 2007 | BG San Paolo | 1 – 0 | Sirmionese |  |

#### Ritorno
| ??? 2007 | Sirmionese | 1 – 0 | BG San Paolo |  |

## Trofeo Campionato Regionale Lombardo
L'edizione 2007 del Trofeo Campionato Regionale Lombardo, che assegna il titolo di campione di Eccellenza lombarda, si è tenuta al centro sportivo di Carate Brianza e ha visto il successo del Feralpi Lonato.
| Squadra 1      | Risultato | Squadra 2 |
| -------------- | --------- | --------- |
| Caratese       | 0 - 2     | Sestese   |
| Feralpi Lonato | 2 - 0     | Caratese  |
| Feralpi Lonato | 2 - 1     | Sestese   |

| 11 maggio 2007 Gara 1                              | Caratese  | 0 – 2            | Sestese |  |
| \| \| \| \| \| \| Marcatori \| 10’, 20’ Beretta \| |           |                  |         |  |
|                                                    |           |                  |         |  |
|                                                    | Marcatori | 10’, 20’ Beretta |         |  |

| 11 maggio 2007 Gara 2                                      | Feralpi Lonato | 2 – 0 | Caratese |  |
| \| \| \| \| \| Frassine 15’ Bosetti 25’ \| Marcatori \| \| |                |       |          |  |
|                                                            |                |       |          |  |
| Frassine 15’ Bosetti 25’                                   | Marcatori      |       |          |  |

| 11 maggio 2007 Gara 3                                               | Feralpi Lonato | 2 – 1       | Sestese |  |
| \| \| \| \| \| Frassine 34’ Riti 39’ \| Marcatori \| 25’ Magnoni \| |                |             |         |  |
|                                                                     |                |             |         |  |
| Frassine 34’ Riti 39’                                               | Marcatori      | 25’ Magnoni |         |  |

### Classifica finale
|  | Pos. | Squadra        | Pt | G | V | N | P | GF | GS | DR |
|  | ---- | -------------- | -- | - | - | - | - | -- | -- | -- |
|  | 1.   | Feralpi Lonato | 6  | 3 | 2 | 0 | 0 | 4  | 1  | +3 |
|  | 2.   | Sestese        | 3  | 3 | 1 | 0 | 1 | 3  | 2  | +1 |
|  | 3.   | Caratese       | 0  | 3 | 0 | 0 | 2 | 0  | 4  | -4 |